# Kuldre
Kuldre (Duits en Võro: Kuldri) is een plaats in de Estlandse gemeente Antsla, provincie Võrumaa. De plaats heeft de status van dorp (Estisch: küla).
Tot in 2017 was Kuldre de hoofdplaats van de gemeente Urvaste. In oktober van dat jaar werd Urvaste bij de gemeente Antsla gevoegd.
Bij Kuldre staat een eik met een omtrek van 7,2 m, de Jakobi tamm.

## Bevolking
Het dorp had 196 inwoners op 31 december 2011 en 160 inwoners op 31 december 2021.

## Geschiedenis
Kuldre werd in 1419 voor het eerst genoemd onder de naam Seesküll, een nederzetting op het landgoed Anzen. Na de splitsing van Anzen in Alt-Anzen en Neu-Anzen op het eind van de 17e eeuw kwam het dorp onder de naam Säsla op het landgoed Neu-Anzen (Uue-Antsla) terecht. In de 19e eeuw verdween de naam Säsla en kwam de naam Kuldre in gebruik.
Kuldre heeft al sinds 1910 een dorpsschool.
In 1977 werd het buurdorp Kiisa bij Kuldre gevoegd.